# Linked data

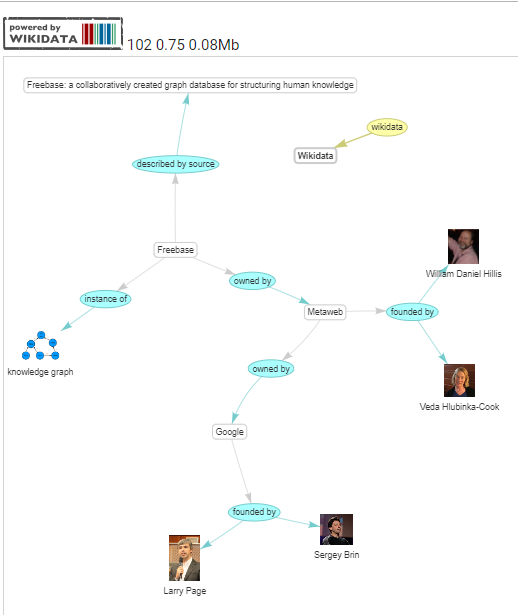
Визуализация связанных данных, извлеченных из Викиданных

Linked data (с англ. связанные данные) — в информатике — коллекция взаимосвязанных наборов данных во Всемирной паутине. Под этим термином может также пониматься описание методов публикования связанных между собой структурированных данных. Данные методы базируются на стандартах Веб, таких как HTTP, RDF и URIs и позволяют распространять информацию в машиночитаемом виде. Это делает возможным работу с данными из разных источников (в том числе возможность строить запросы).
Сэр Тимоти Джон Бернерс-Ли, директор Консорциума Всемирной паутины предложил этот термин в рамках дискуссии о проекте Семантическая паутина (Semantic Web).

## Принципы
В своей статье Design Issues: Linked Data сэр Тимоти Джон Бернерс-Ли выделяет четыре базовых принципа Linked Data:
1. Использовать URIs для определения сущностей.
2. Использовать HTTP URIs таким образом, чтобы на эти сущности можно было ссылаться и чтобы они могли быть найденными человеком и программным клиентом.
3. Предоставлять полезную информацию о сущности при условии, что её URI разыменован, используя такие стандарты как RDF и SPARQL.
4. При публиковании данных в Веб включать в описание ссылки на другие сущности (при наличии взаимосвязей), используя URI этих сущностей.